# آسیاب قدیمی
آسیاب قدیمی مربوط به سده‌های متاخر دوران‌های تاریخی پس از اسلام است و در شهرستان بیضا، بخش بیضا، دهستان بیضا، در روستای بوزنجان علیا واقع شده و این اثر در تاریخ ۳۰ بهمن ۱۳۸۶ با شمارهٔ ثبت ۲۰۹۵۸ به‌عنوان یکی از آثار ملی ایران به ثبت رسیده است.